# Centro Interaziendale Addestramento Professionale Integrato
Il Centro Interaziendale Addestramento Professionale Integrato (inizialmente Centro Interaziendale per l'Addestramento Professionale nell'Industria) è un ente di formazione strumentale delle regioni italiane del meridione che offre percorsi formativi professionali a studenti, lavoratori e disoccupati al fine di creare e migliorare le opportunità lavorative.

## Storia

### Contesto
Nel quadro della ricostruzione economica e sociale dell'Italia conseguente la catastrofe della seconda guerra mondiale ebbe particolare risalto il problema della disoccupazione. Si decise di affrontare la questione mediante l'istituzione di percorsi di rapida qualificazione e riqualificazione professionale, al fine di abbreviare i tempi del concreto reimpiego.

### I passi precedenti
Il primo passo in tal senso fu la promulgazione della legge n. 264 del 29 aprile 1949, che istituiva i cantieri-scuola: realtà che combinavano l'attività di formazione all'assistenza economica dei partecipanti (i detrattori dei cantieri-scuola sostenevano che il secondo aspetto fosse a tratti troppo marcato). Nel contesto della formazione professionale, tuttavia, i cantieri-scuola giocarono solo un ruolo marginale. Puntavano a soddisfare necessità temporanee, quali l'immediata assistenza ai disoccupati che durante i corsi percepivano un salario, ad esempio nelle situazioni straordinarie conseguenti calamità naturali come alluvioni e terremoti: le maestranze erano impiegate principalmente nella realizzazione di opere pubbliche e nei cantieri di rimboschimento. Di conseguenza l'iniziativa ebbe sempre un carattere assai variabile e discontinuo, circoscritta a zone afflitte da tassi di disoccupazione particolarmente accentuati selezionate dal Ministero del lavoro e della previdenza sociale in concertazione con il Ministero dell'agricoltura e il Ministero dei lavori pubblici.
L'anno seguente il problema fu affrontato su scala assai maggiore, puntando a risolvere la questione delle zone poco sviluppate del territorio nazionale e il forte divario tra nord e sud. Con la promulgazione della legge n. 646 del 10 agosto 1950, lo Stato intervenne con decisione a favore dello sviluppo del meridione mediante l'istituzione della Cassa del Mezzogiorno. Questo istituto si occupò dapprima della realizzazione delle infrastrutture necessarie allo sviluppo, in seguito del vero e proprio processo di industrializzazione. Proprio durante l'attuazione di questa seconda attività emerse la necessità di formare la popolazione per i tempi a venire. All'uopo fu varata la legge n. 634 del 1957, che incaricò la Cassa del Mezzogiorno sia della formazione della popolazione che delle attività sociali che attorno ad essa ruotavano. Mediante un'ulteriore legge del 1959 si avviò concretamente il progetto.

### L'istituzione

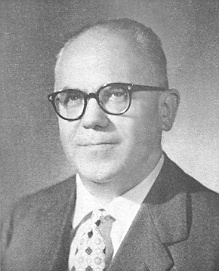
Giulio Pastore, ideatore del CIAPI

Il progetto fu a quel punto affidato all'on. Giulio Pastore, ministro e presidente dell'allora Comitato per il Mezzogiorno e delle zone depresse, che lanciò l'innovativa politica dell'acculturazione industriale per il meridione italiano. Nel 1961 il governo, collaborando con Cassa del Mezzogiorno e Confindustria, istituì una commissione per studiare il fabbisogno di formazione industriale nella zona compresa fra Catania e Siracusa, che nell'aprile del 1962 produsse la Relazione del gruppo di lavoro per lo studio del Centro Interaziendale per l'Addestramento Professionale per l'Industria (C.I.A.P.I.). A tale relazione conseguì la prima sperimentazione di centro CIAPI a Siracusa nel 1963, alla cui riuscita concorsero proficuamente la Cassa del Mezzogiorno, lo Stato e i privati, con un impegno finanziario non indifferente.
Grazie all'esito positivo dell'esperienza di Siracusa, la Cassa del Mezzogiorno realizzò altri sei centri CIAPI, consultando commissioni appositamente costituite per la selezione delle zone più adatte: Bari, Cagliari, Caserta, Chieti, Crotone e Reggio Calabria. Una volta approntate tutte le sedi, l'intero progetto poteva formare circa 3500 allievi l'anno. La continuità del progetto formativo fu garantita dall'impegno quindicennale assunto dalle istituzioni che lo gestivano e supportavano economicamente: principalmente la Cassa del Mezzogiorno e la Confindustria, talvolta affiancati da enti ed aziende locali coinvolti nell'iniziativa. Nel 1970 furono istituiti anche i centri di Palermo e Latina.
| Centro          | Località             | N. posti nel 1971 |
| --------------- | -------------------- | ----------------- |
| Bari e Foggia   |                      | 650               |
| Cagliari        | Mulinu Becciu        | 450               |
| Caserta         | San Nicola la Strada | 450               |
| Chieti          | Chieti Scalo         | 400               |
| Crotone         | Papanice             | 400               |
| Latina          | Latina Scalo         | 450               |
| Palermo         |                      | 350               |
| Reggio Calabria | Catona               | 400               |
| Siracusa        | Priolo Gargallo      | 650               |

La gestione dei centri fu assegnata alle Associazioni CIAPI, associazioni di diritto privato della cui dirigenza facevan parte (tra le altre) diverse figure nominate dalla Cassa del Mezzogiorno: il presidente, tre consiglieri e due revisori dei conti. Altri membri delle associazioni erano le locali Associazioni degli Industriali e Confindustria, sovente affiancate da importanti aziende quali FIAT e Olivetti.

### Passaggio al supporto regionale
Nel 1970 fu avviato il processo di istituzione delle regioni a statuto ordinario. Con un ritardo di quasi 25 anni, si prospettò finalmente il trasferimento della responsabilità della formazione professionale alle regioni, come stabilito dall'articolo n. 117 della Costituzione. Come prima conseguenza, furono chiusi gli enti pubblici che fino ad allora si erano occupati della formazione professionale: INAPLI, ENALC e INIASA.

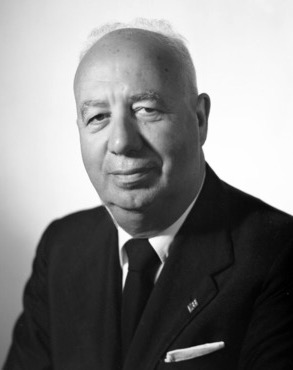
Paolo Taviani, fautore del passaggio dei CIAPI alle regioni

In tale contesto si colloca la delibera n. 81 del 12 dicembre 1972 del Comitato Interministeriale per la Programmazione Economica (CIPE), delibera con cui si stabilì che le funzioni di gestione e supporto dei centri CIAPI esercitate dalla Cassa del Mezzogiorno passassero entro la fine dell'anno alle rispettive regioni. Il trasferimento riguardava anche la proprietà dei beni mobili ed immobili, mentre le restanti funzioni di gestione restavano ancora prerogativa delle rispettive Associazioni CIAPI. Tale norma, a firma del Ministro per il Bilancio e la Programmazione Economica, nonché vice-direttore del CIPE, Paolo Taviani, riguardava solo le regioni a statuto ordinario. Le regioni Sardegna e Sicilia avrebbero ottemperato una volta approntati tutti gli strumenti legislativi necessari, il che avvenne nel 1976.

### Passaggio alla gestione regionale
Tra la fine degli anni '70 e i primi anni '80 la situazione amministrativa di diversi centri evolse ulteriormente: le associazioni CIAPI di Bari, Cagliari, Caserta, Crotone e Reggio Calabria furono sciolte, le loro funzioni di gestione assunte dalle rispettive regioni e il personale integrato nell'organico delle regioni stesse.

## Cronologia dei centri
| Centro          | Apertura | Passaggio al supporto regionale | Passaggio alla gestione regionale | Chiusura |
| --------------- | -------- | ------------------------------- | --------------------------------- | -------- |
| Bari e Foggia   | 1964     | 1972                            | 1982                              |          |
| Cagliari        |          | 1976                            | 1979                              |          |
| Caserta         | 1964     | 1973                            | 1978                              |          |
| Chieti          | 1968     | 1973                            | non effettuato                    | 2021     |
| Crotone         | 1965     | 1972                            | 1984                              |          |
| Latina          | 1970     |                                 |                                   |          |
| Palermo         | 1970     | 1976                            |                                   | 2013     |
| Reggio Calabria | 1964     | 1972                            | 1984                              |          |
| Siracusa        | 1963     | 1976                            |                                   |          |

## Attività sociale
Parallelamente all'attività formativa, i centri CIAPI hanno sempre curato anche il contesto sociale degli allievi, al fine di favorirne al contempo la motivazione e la crescita culturale.
Pasquale Mescia, docente presso il centro di Bari per diversi decenni, ricorda di numerose iniziative culturali proposte, come cineforum, dibattiti e visite a musei e industrie. Al tempo stesso si svolgevano diverse attività di carattere sportivo nelle ore pomeridiane, come gare e tornei, per favorire la salute fisica degli allievi e il contatto con giovani di altri istituti. A questo specifico scopo presso il centro furono costruiti una palestra e un campo da calcio e fu creata una squadra di calcio attiva dall'anno formativo 1965/1966, il tutto supportato finanziariamente dalla Cassa del Mezzogiorno. Anche i centri di Caserta e Chieti erano dotati di propri impianti sportivi.
Un ulteriore esempio dell'aspetto sociale trattato dai CIAPI è dato dal centro di Palermo, che nel 1978 partecipò ad un progetto pilota finanziato dalla CEE, che affrontava il problema della demotivazione giovanile e la relativa disoccupazione: Sviluppo motivazionale e positivo inserimento socio-professionale di adolescenti inoccupati e non qualificati (conosciuto anche semplicemente come Adolescenti non motivati). Tale progetto puntava a studiare le cause personali, socioculturali e socioambientali della demotivazione e favorire il recupero culturale dei giovani privi di qualifica professionale e usciti troppo presto dal sistema scolastico, al fine di reinserirveli o orientarli all'ottenimento di una qualifica professionale, facendo leva sulla motivazione. I giovani che parteciparono al progetto furono reclutati mediante centri sociali, circoli ricreativi, comitati di quartiere, scuole e parrocchie e coinvolti in varie attività anche nel tempo libero, per favorirne la socializzazione. Le famiglie stesse furono coinvolte, così come le scuole.